# Marsdenia lachnostoma
Marsdenia lachnostoma är en oleanderväxtart som beskrevs av George Bentham. Marsdenia lachnostoma ingår i släktet Marsdenia och familjen oleanderväxter. Inga underarter finns listade i Catalogue of Life.